# Biyawak
Biyawak is een bestuurslaag in het regentschap Majalengka van de provincie West-Java, Indonesië. Biyawak telt 4588 inwoners (volkstelling 2010).